# Andrzej Baranowski (aktor)
Andrzej Baranowski (ur. 20 listopada 1950, zm. 8 października 2024) – polski aktor teatralny, filmowy i telewizyjny, także asystent reżysera teatralnego. Absolwent PWST w Warszawie (1977).

## Teatr
W teatrze zadebiutował 13 sierpnia 1977 roku rolą Grafa Tadeusza von Krasickiego w spektaklu Wielki Fryderyk Adolfa Nowaczyńskiego w reżyserii Józefa Grudy na deskach Teatru Ateneum w Warszawie.
W latach 1977–1984 był aktorem warszawskiego Teatru Ateneum im. Stefana Jaracza, a potem w latach 1985–1989 grał w Teatrze Rozmaitości w Warszawie. Następnie nie miał stałego etatu (1989–2003). Od roku 2003 jest aktorem Teatru Nowego w Łodzi.

### Spektakle teatralne
- 1977 – Wielki Fryderyk jako Graf Tadeusz von Krasicki (reż. J. Gruda)
- 1977 – Mewa jako Służący Jakub (reż. Janusz Warmiński)
- 1978 – Oni jako Gliwuś Kretowiczka (reż. Piotr Paradowski)
- 1978 – Tryptyk listopadowy jako Podchorąży I; Dąbrowski (reż. J. Warmiński); także asystent reżysera
- 1979 – Żeglarz jako Tajemniczy pan (reż. Bohdan Hussakowski)
- 1979 – Sprawa Andersonville jako porucznik Williams (reż. Zdzisław Tobiasz); także asystent reżysera
- 1980 – Opera za trzy grosze jako Walery-Karawan; Policjant II (reż. Ryszard Peryt)
- 1982 – Gra miłości i śmierci jako Horacy Bouchet (reż. Z. Tobiasz)
- 1982 – Śmierć Dantona jako Obywatel II (reż. Kazimierz Kutz)
- 1983 – Hamlet jako Bernardo (reż. J. Warmiński)
- 1984 – Matka jako Alfred (reż. J. Warmiński)
- 1986 – Warszawianka jako Stary Wiarus (reż. Ludwik Rene)
- 1987 – Ożenek jako Gość (reż. Boris Morozow)
- 1995 – Christiane F. – My, dzieci z dworca Zoo jako Psycholog (reż. Andrzej Maria Marczewski)
- 1996 – Pierścień i róża jako Drwal, Herold, Kat (reż. Jerzy Gruza)
- 1998 – Mały Książę jako pilot (reż. Jadwiga Andrzejewska)
- 2000 – Kubuś Puchatek jako Puchatek (reż. A. M. Marczewski)
- 2001 – Arszenik i stare koronki jako Teddy (reż. A. M. Marczewski)
- 2003 – Mistrz i Małgorzata jako Berlioz, Parczewski, Mogarycz (reż. A. M. Marczewski)
- 2004 – Montserrat jako Zuazola (reż. Grzegorz Królikiewicz); także asystent reżysera
- 2004 – Czekając na Godota jako Lucky (reż. Wojciech Bartoszek)
- 2005 – Poszaleli jako major (reż. Eugeniusz Korin)
- 2006 – Termopile polskie jako biskup Kossakowski (reż. A. M. Marczewski)
- 2007 – Wesele jako Żyd (reż. R. Peryt)
- 2011 – Ferdydurke jako nauczyciel Pimko
- 2014 – Emigranci jako robotnik (reż.. A. M. Marczewski)

### Teatr Telewizji
- 1977 – Fortepian (reż. Ignacy Gogolewski)
- 1981 – Wojna w Polszcze pospolita jako żołnierz (reż. Henryk Kluba)

## Filmografia

### Aktor
- 1978 – Ślad na ziemi jako robotnik Komuda
- 1979 – Ojciec królowej
- 1980 – Bez miłości
- 1980 – Królowa Bona jako Dworzanin Morawiec
- 1981 – Najdłuższa wojna nowoczesnej Europy
- 1982 – Blisko, coraz bliżej jako Paweł Pasternik, syn Franciszka
- 1982 / 1997 – Dom jako SB-ek porywający Kajtka Talara z Powązek
- 1985 – Gra w ślepca
- 1987 – Dorastanie jako Mieszkaniec Kobylnicy, członek drużyny siatkarskiej
- 1990 – Dziewczyna z Mazur jako Mieszkaniec Pragi, kolega Leszka Smolenia
- 1998 – Klan jako Waldemar Siudek, trener narodowej reprezentacji koszykarzy na wózkach
- 2001 – Gulczas, a jak myślisz...
- 2001 – Plebania jako kierowca
- 2002 / 2005 – Lokatorzy jako Barman / Kazimierz Jaworski, pacjent Poli
- 2003 / 2004 / 2006 – Sąsiedzi jako Wojtek, organizator widowni klubu „Tropicana” / Reżyser Olgierd Romański / Edward Gajor
- 2003 – Tygrysy Europy 2 jako kelner
- ? – Na Wspólnej jako robotnik rozmawiający z Marią
- 2007 – Kryminalni jako Szef
- 2008 – Pitbull jako ojciec rannego
- 2009 – Siostry jako Kazik (odc. 7)
- 2010 – Chichot losu jako lekarz (odc. 1)
- 2011 – Usta usta jako komornik (odc. 31)
- 2012 – Prawo Agaty jako sędzia Kornicki (odc. 27)
- 2013 – Ojciec Mateusz jako Florczak (odc.113)
- 2013 – Komisarz Alex jako pan Henryk, ochroniarz na basenie (odc. 51)
- 2014 – M jak miłość jako Krupski (odc. 1040, 1043, 1044, 1045, 1047, 1053, 1059, 1061)
- 2014 – Lekarze jako dyrektor teatru (odc. 58)
- 2023 – Korona królów. Jagiellonowie jako Piotr Kmita (odc. 27)

### Dubbing
- 1979 – Porwanie „Savoi”